# St. Vitus (Kottingwörth)

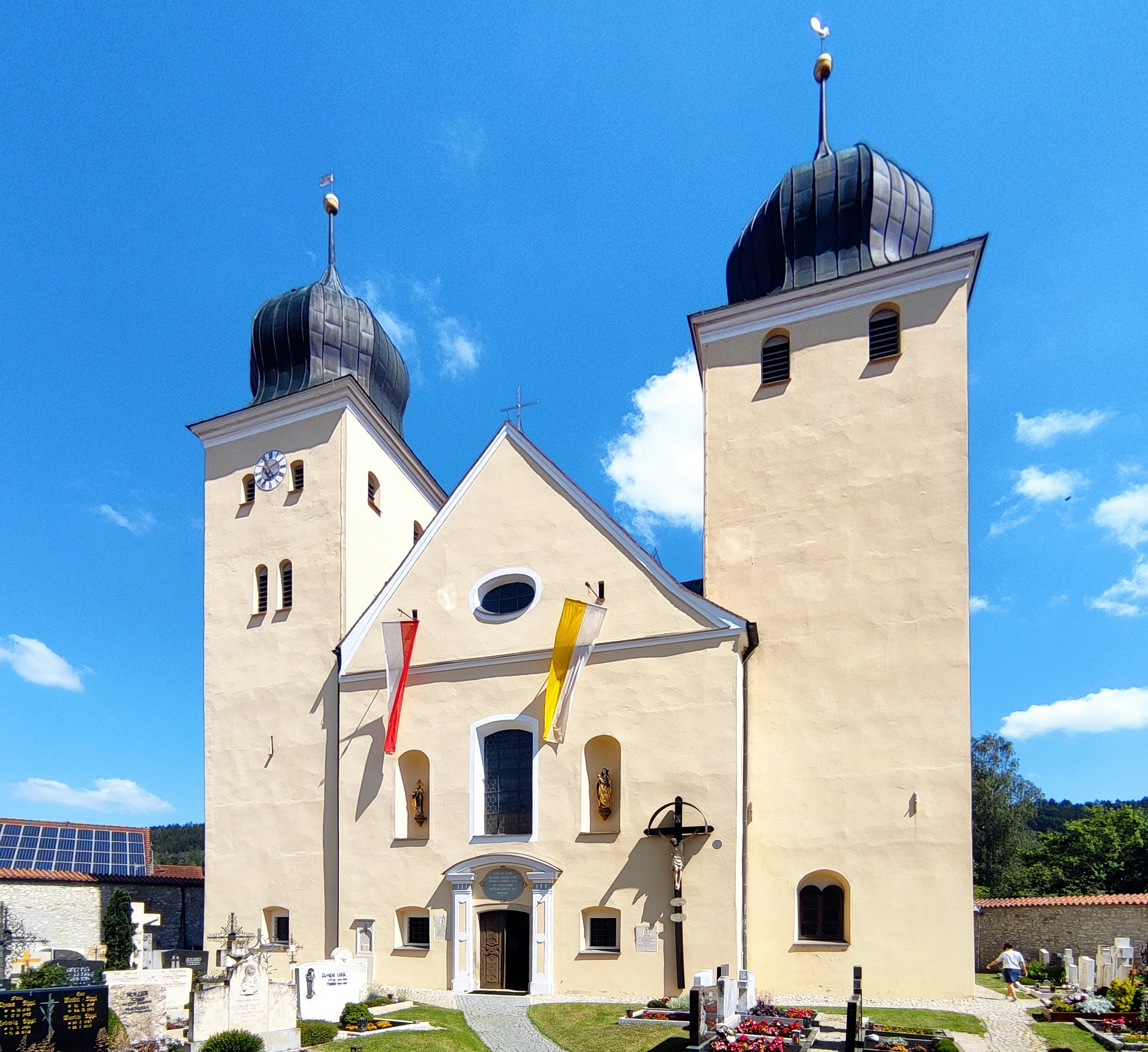
Pfarrkirche St. Vitus, Südfassade

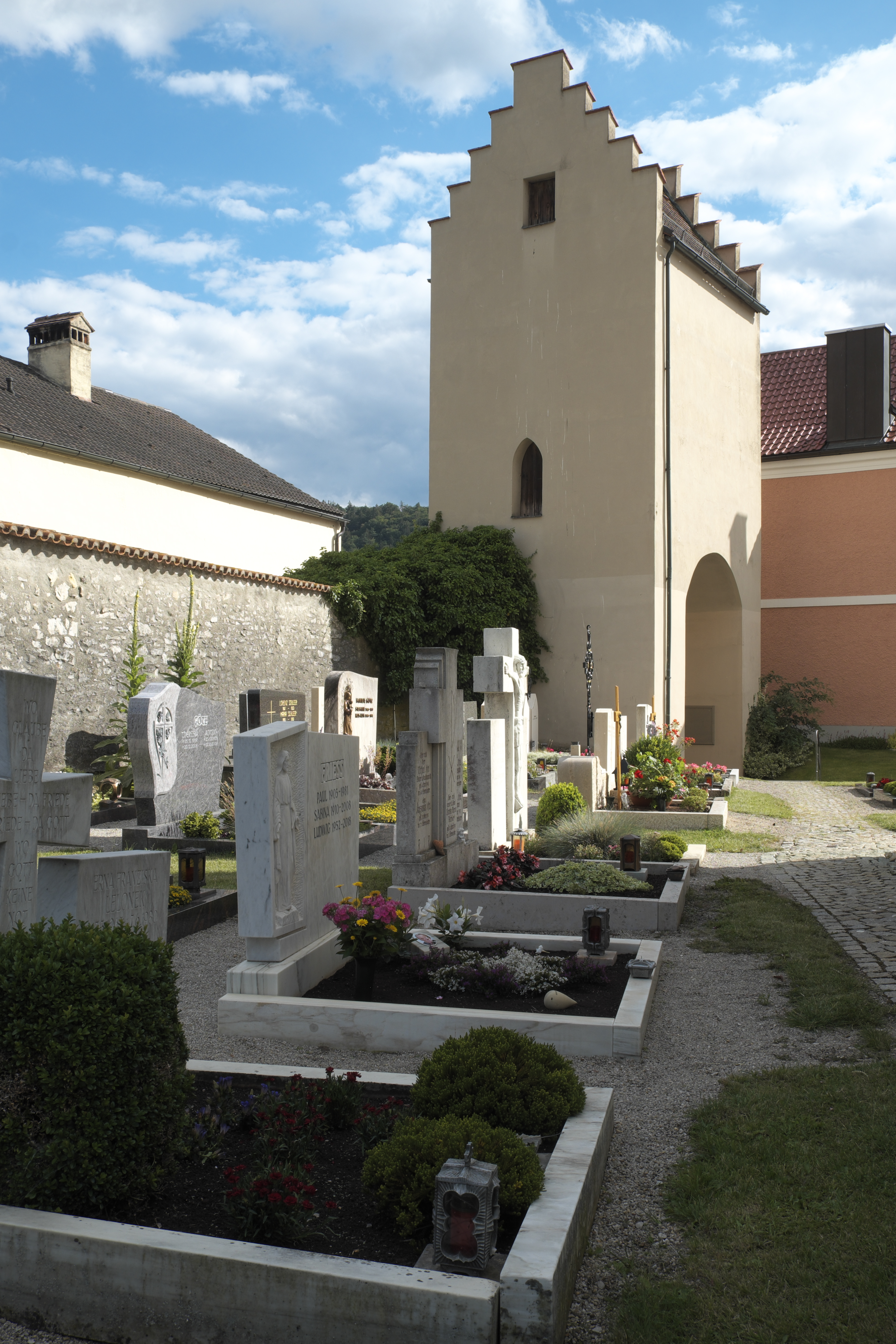
Torturm

Die katholische Pfarrkirche St. Vitus in Kottingwörth, einem Gemeindeteil von Beilngries im oberbayerischen Landkreis Eichstätt, ist ein barocker Kirchenbau, der in der zweiten Hälfte des 18. Jahrhunderts an der Stelle einer mittelalterlichen Wehrkirche errichtet wurde. Wegen ihrer imposanten Türme wird die dem Patrozinium des heiligen Vitus unterstellte Kirche auch als Kleiner Dom im Altmühltal bezeichnet. Die Kirche, in der frühgotische Wandmalereien erhalten sind, gehört zu den geschützten Baudenkmälern in Bayern. „Mittelalterliche und frühneuzeitliche Befunde im Bereich der Kath. Pfarrkirche St. Vitus“ werden zudem als Bodendenkmal unter der Aktennummer D-1-6935-0018 geführt.

## Geschichte

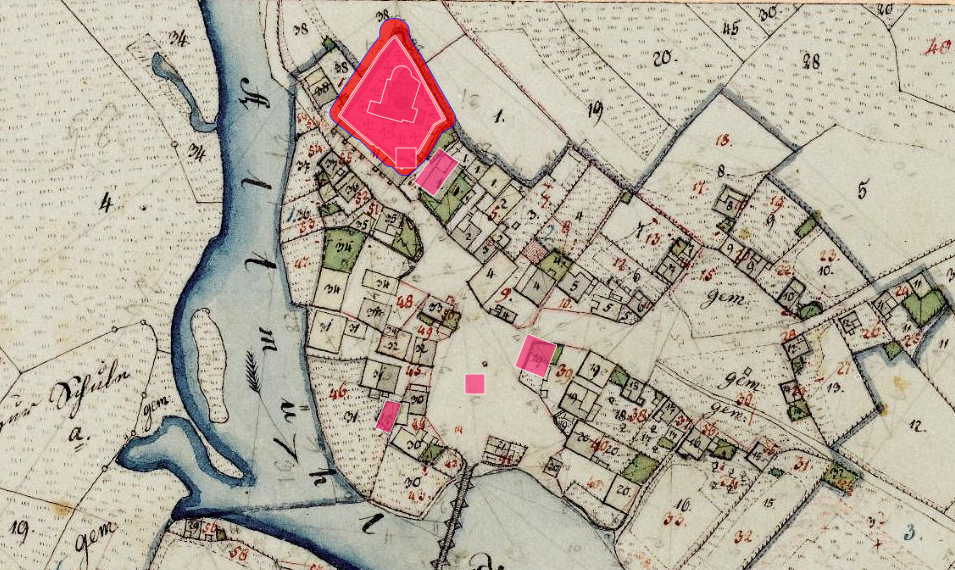
Lageplan von St. Vitus (Kottingwörth) auf dem Urkataster von Bayern

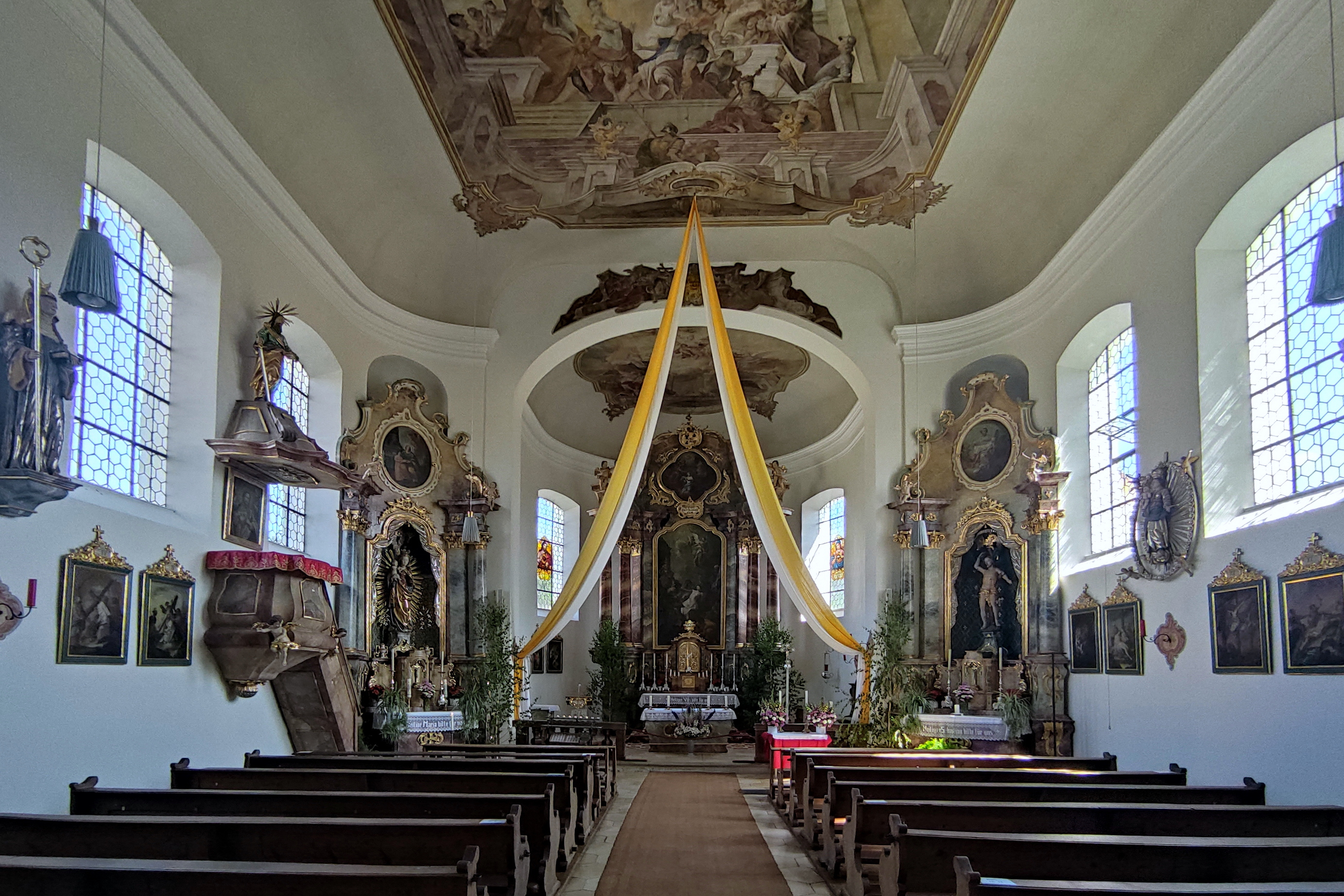
Innenraum

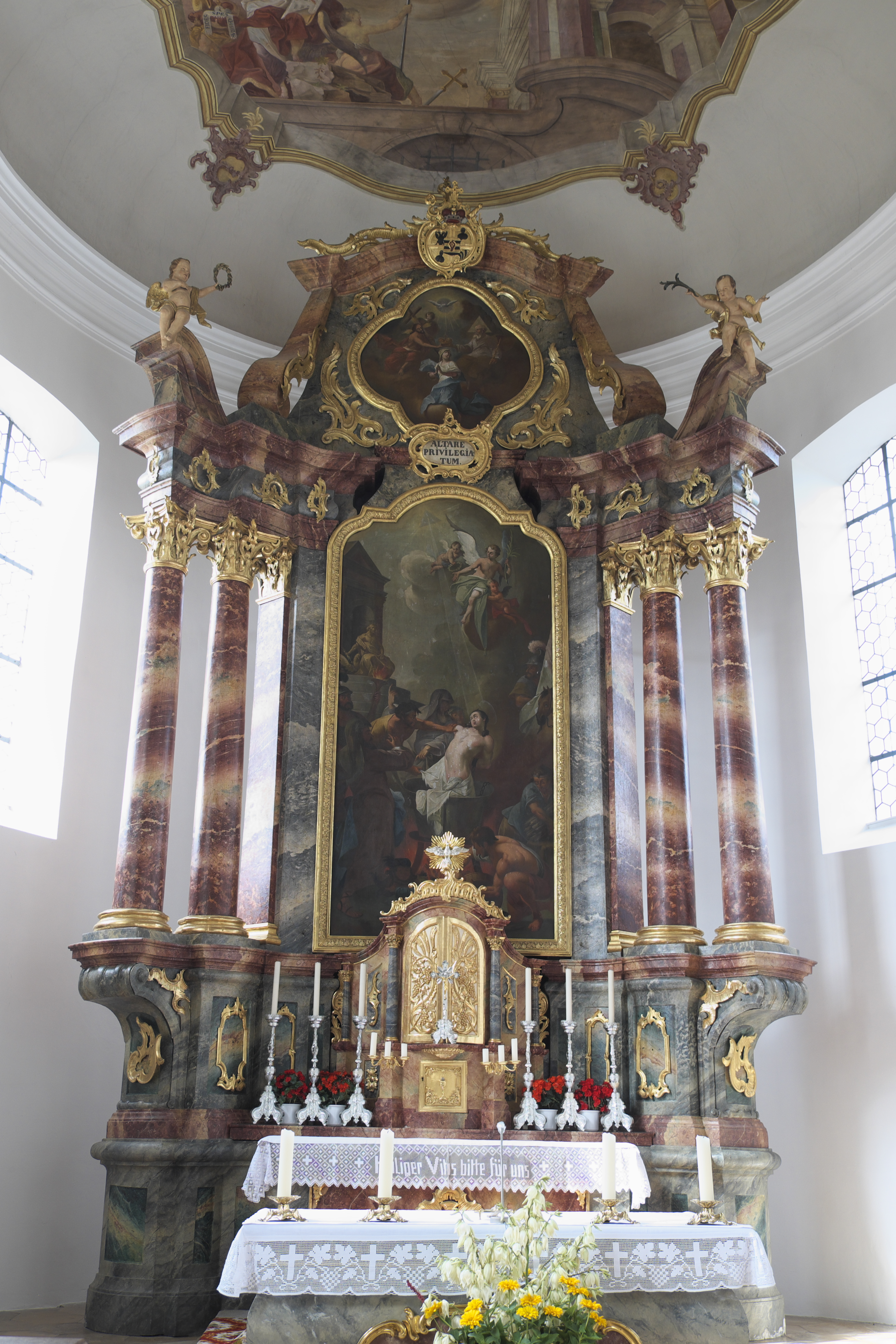
Hochaltar

Die erste Kirche der wohl im 9. Jahrhundert angelegten Siedlung Kottenwörth war vermutlich aus Holz errichtet. Im 12. Jahrhundert erfolgte der erste Kirchenbau aus Stein, in dem zwischen 1183 und 1195 der Eichstätter Fürstbischof Otto eine Altarweihe vornahm. Von diesem Kirchenbau haben sich noch Mauerreste in den beiden Türmen der Südfassade erhalten. Der westliche Turm wurde um 1250, der östliche mit dem Langhaus um 1310 errichtet. Das Erdgeschoss des östlichen Turms, die heutige Vituskapelle, war ursprünglich der Chor der geosteten Kirche, der Westturm bildete den Abschluss des Langhauses im Westen. In der ersten Hälfte des 16. Jahrhunderts wurden die beiden Türme erhöht und mit Pyramidendächern versehen. Im Zuge der Errichtung des barocken Langhauses erhielten die Türme ihre heutigen Zwiebelhauben. In den Jahren 1760/61 wurde der mittelalterliche Kirchenbau durch einen barocken Neubau ersetzt, wobei die beiden Türme in eine Doppelturmfassade an der Südseite der nun nach Norden gerichteten Kirche einbezogen wurden. Die Pläne für den Kirchenneubau entwarf der aus Roveredo in Graubünden stammende Baumeister Giovanni Domenico Barbieri (1704–1764). Im Jahr 1763 erfolgte die Weihe der Kirche durch den Eichstätter Fürstbischof Raymund Anton von Strasoldo (1718–1781). Im Jahr 1891 wurden bei Renovierungsarbeiten in der Vituskapelle übertünchte Wandmalereien aus dem 14. Jahrhundert entdeckt und bis 1895 wieder freigelegt. Die darüber liegenden Malschichten aus der Spätgotik und der Frührenaissance wurden dabei zerstört.

## Architektur

### Wehrkirchenanlage
Kirche und Friedhof werden von einer teilweise bis zu vier Meter hohen Mauer umgeben, was auf die Funktion einer Wehrkirche schließen lässt, die in Kriegszeiten der Bevölkerung als Zuflucht diente. Den Zugang bildet ein mit Staffelgiebel und Satteldach versehener Torturm aus dem 16. Jahrhundert. An den Innenseiten der Friedhofsmauer waren ursprünglich sogenannte Gaden angebaut, kleine Vorratsspeicher, die nicht mehr erhalten sind.

### Außenbau
In der Mitte der von den beiden Türmen flankierten Südfassade öffnet sich das von Pilastern und einem Segmentgiebel gerahmte Hauptportal. Über dem Portal ist ein großes rechteckiges Fenster eingeschnitten, in den seitlichen Nischen sind eine Madonna mit Kind und der heilige Willibald, der Schutzpatron des Bistums Eichstätt, eingestellt. Der Giebel wird von einem querovalen Fenster durchbrochen.

### Innenraum
Der Innenraum, ein Saalbau mit einer Länge von 27 Metern und einer Breite von 23 Metern, besteht aus einem Langhaus mit drei Achsen und einem eingezogenen, halbrund geschlossenen Chor, zu dem ein korbbogiger Chorbogen führt. Chor und Langhaus besitzen Flachdecken mit weiten Hohlkehlen.

## Deckenfresken

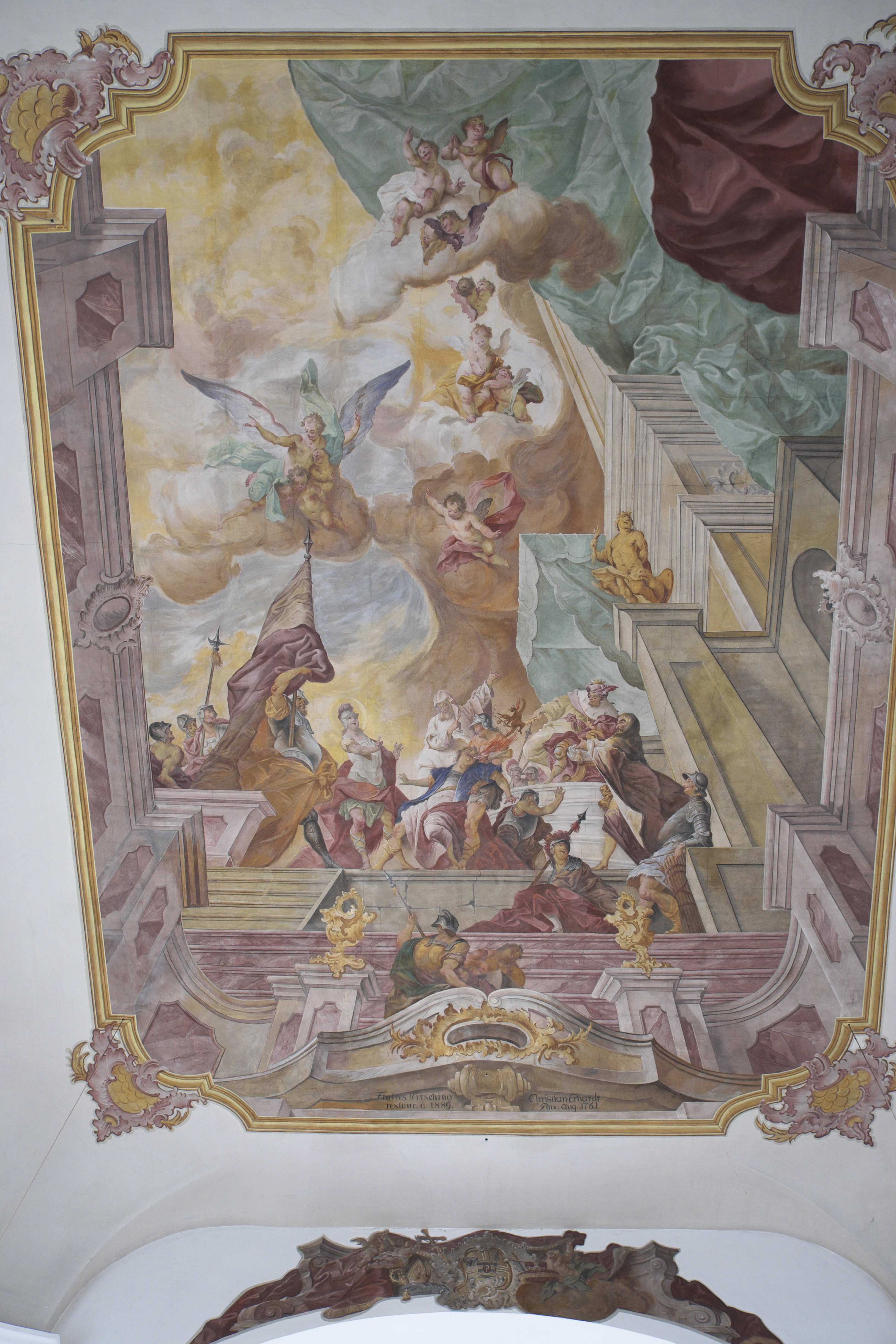
Langhausfresko

Die Deckenfresken im Chor und im Langhaus wurden 1761 von Christian Erhardt (1731–1805) geschaffen, einem Neffen und Schüler Johann Georg Bergmüllers, des Direktors der Reichsstädtischen Kunstakademie in Augsburg. Die Fresken sind dem heiligen Vitus, dem Schutzpatron der Kirche, gewidmet. Das Langhausfresko zeigt die Teufelsaustreibung am Sohn des römischen Kaisers Diokletian durch den heiligen Vitus. Das Fresko weist neben der Signatur des Malers („Christian Erhardt Pinx:aug:1761“) auch die seiner Restauratoren („Fratres Wirsching restaur: a. 1889.“) auf.
Das Fresko über der Orgelempore stellt den heiligen Vitus dar, dem Jesus im Gefängnis erscheint.
Auf dem Chorfresko ist er mit seinen Attributen, der Märtyrerpalme und dem Ölkessel, dargestellt. Auf der linken Seite sind die Bistumsinsignen zu sehen wie eine Mitra, der Bischofsstab und ein Vortragekreuz. Ein Engel hält ein Bild der neuen Kottingwörther Kirche in der Hand. Am Chorbogen ist das Wappen des Fürstbischofs Raymund Anton von Strasoldo mit seinem Wahlspruch „Intima Candent“ (im Innersten brennend) angebracht.

## Vituskapelle

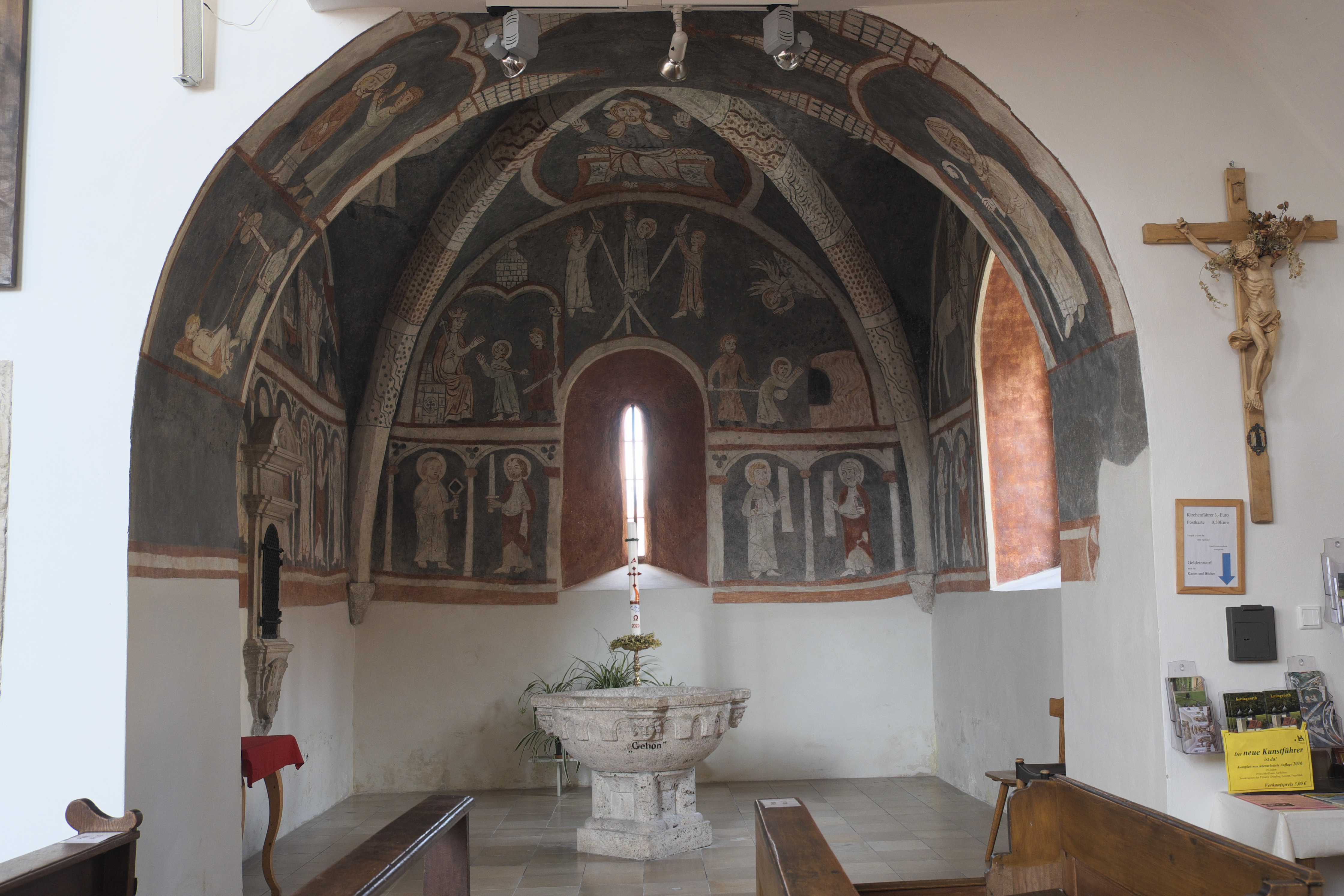
Vituskapelle mit Taufbecken

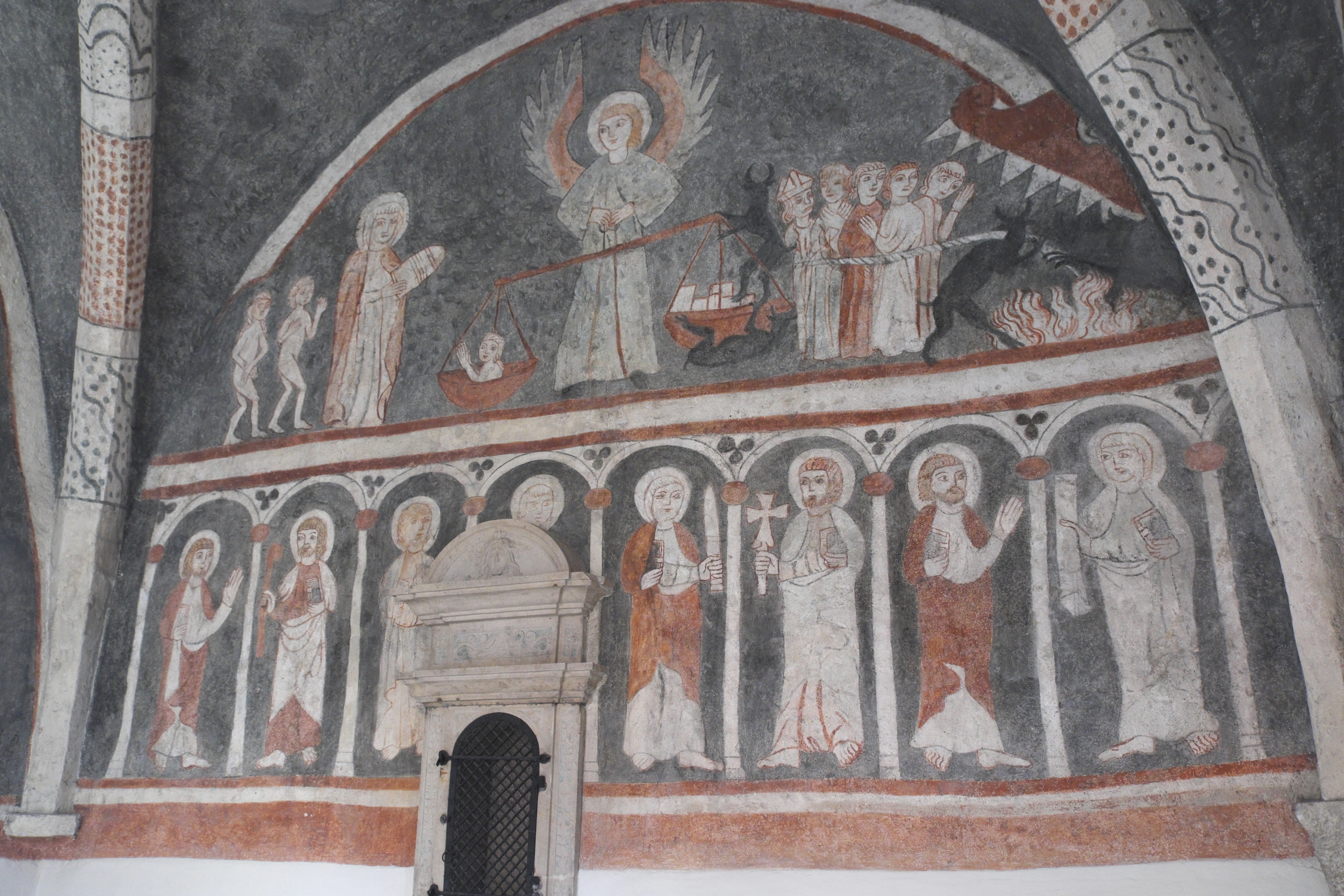
Apostel (unten), Jüngstes Gericht (oben)

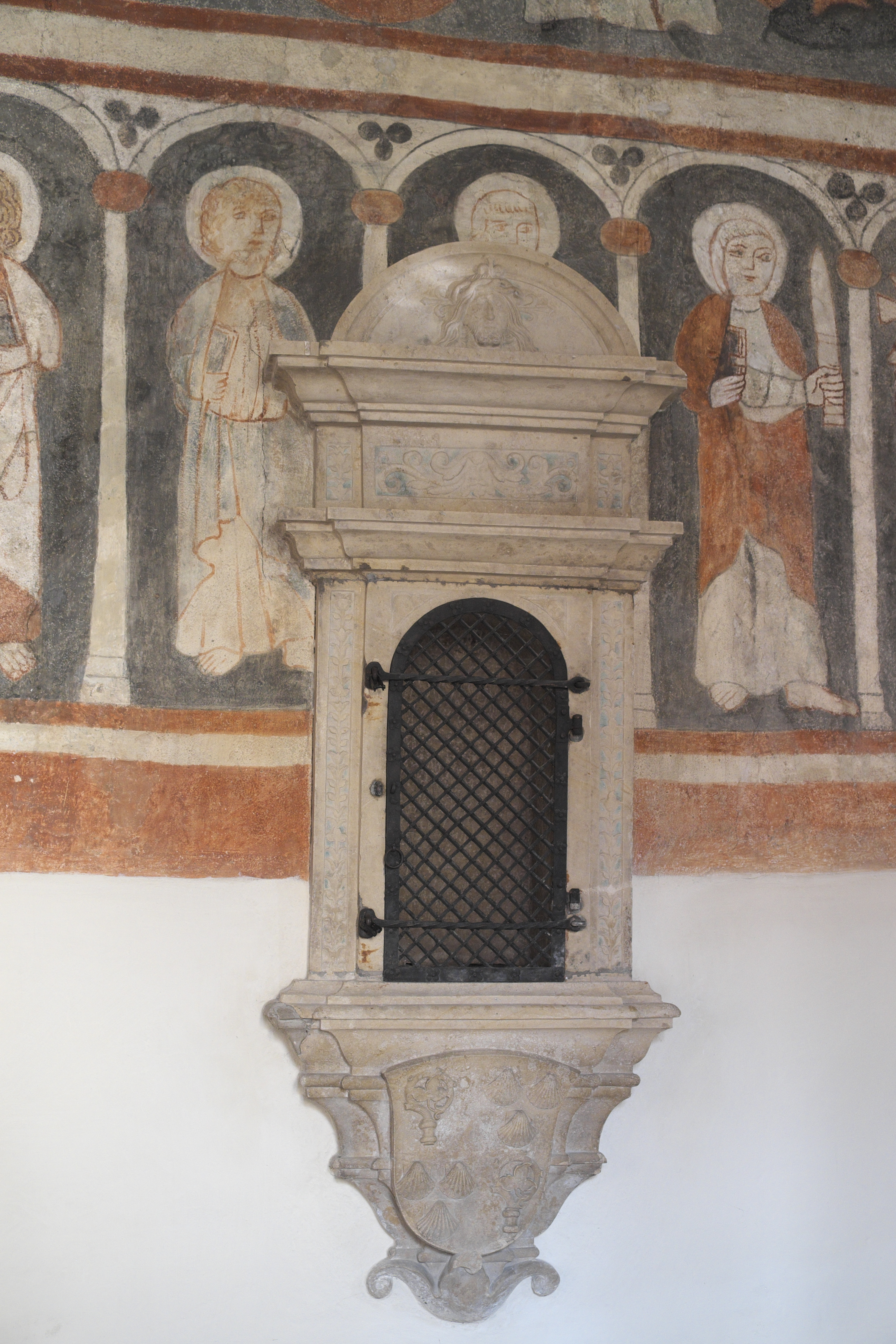
Sakramentshaus

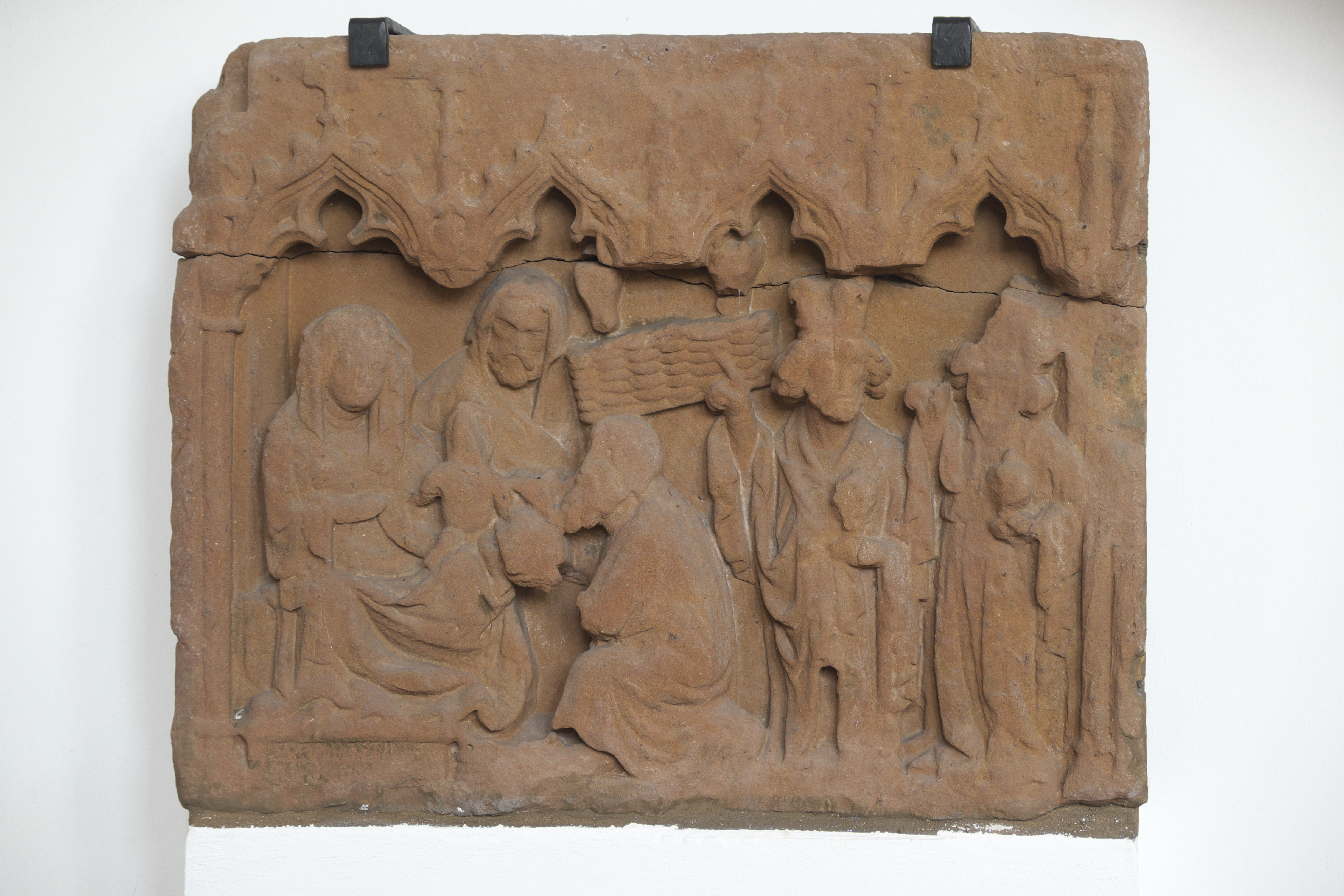
Sandsteinrelief aus der Mitte des 15. Jahrhunderts

Die Vituskapelle im Erdgeschoss des östlichen Turms wurde von 1310 bis zum barocken Neubau der Kirche als
Chor genutzt. Die Kapelle ist ein quadratischer, mit einem Kreuzrippengewölbe gedeckter Raum, dessen Gewölberippen auf Konsolen aufliegen. Die Vituskapelle wird heute als Taufkapelle genutzt, worauf das neuromanische Taufbecken von 1894 hinweist. Am Beckenrand sind die vier Paradiesflüsse Gihon (Gehon), Phison, Euphrat und Tigris dargestellt.

### Wand- und Deckenmalereien
Die frühgotischen, in Fresko- und Seccotechnik ausgeführten Malereien entstanden vermutlich nach 1313 und bedeckten ursprünglich den gesamten Raum. Die Szenen und Figuren sind auf einen blaugrauen Hintergrund gemalt, die Architekturformen sind in weiß und rot gehalten, die figürlichen Szenen in weiß, rot, braun und schwarz.
Auf der Laibung des ehemaligen Chorbogens ist der heilige Willibald als Bischof dargestellt, ihm gegenüber das Martyrium des heiligen Erasmus, dem mit einer Winde die Gedärme aus dem Leib gezogen werden, und das eines Bischofs (vielleicht der heilige Leodegar), dem die Zähne ausgeschlagen werden.
Auf der Innenseite des Chorbogens sieht man Kain und Abel, die beide Gott ein Opfer darbringen. Kain ist mit einer Getreidegarbe dargestellt, Abel mit einem Lamm, aus einer Wolke ragt die Hand Gottes, die das Opfer Abels segnet.
Auf der unteren Ebene sind auf allen drei Seiten Figuren zu sehen, die unter rundbogigen Arkaden stehen. An der Nord- und Ostseite sind die Apostel mit ihren Attributen zu erkennen. Über den Aposteldarstellungen an der Nordseite ist das Jüngste Gericht dargestellt. In der Mitte sieht man den Erzengel Michael, der die Seelen wiegt, links stehen Maria, hinter ihr Adam und Eva, rechts ziehen Teufel mit einem Seil Menschen ins Höllenfeuer.
An der Ostwand ist noch ein romanisches Fenster mit tiefer Laibung erhalten. Auf der unteren Bildebene sind links die Apostel Petrus mit Schlüssel und Paulus mit Schwert zu erkennen, auf der rechten Seite zwei weitere Apostel.
Die obere Bildebene der Ostseite ist dem heiligen Vitus gewidmet. Links wird er vor den Kaiser Diokletian geführt, in der Mitte wird er mit seinen Pflegeeltern, der heiligen Crescentia und dem heiligen Modestus, auf Pfählen gemartert, auf der rechten Seite wird er in einen glühenden Ofen gesteckt, ein Engel hält seine schützende Hand über ihn.
Die Malereien an der Südseite wurden durch die Vergrößerung des Fensters teilweise zerstört. Erhalten sind zwei weibliche Heilige mit Salbgefäßen und die heilige Margareta mit einem Drachen zu ihren Füßen. Im oberen Teil sind zwei Ritter auf Pferden sitzend zu sehen.
Auf den Gewölbekappen sind Christus als Weltenherrscher, von einer Mandorla umgeben, dargestellt sowie paarweise angeordnet die Evangelistensymbole für Lukas (Stier) und Matthäus (menschliche Gestalt), Johannes (Adler) und Markus (Löwe). Auf der westlichen Gewölbekappe sieht man die Märtyrer Stephanus mit einem großen Stein und Laurentius mit einem Rost.
Siehe auch: Bildergalerie auf Commons

### Sakramentshäuschen
An der Nordwand der Kapelle befindet sich ein Sakramentshaus aus Kalkstein, das von dem Eichstätter Renaissancebildhauer Loy Hering (1484/84–1554) um 1520 geschaffen wurde. Es weist im unteren Teil das Wappen des Eichstätter Fürstbischofs Gabriel von Eyb (1455–1535) auf.

### Kottingwörther Altar
Der sogenannte Kottingwörther Altar, ein spätgotischer Flügelaltar aus der Zeit um 1490, stand ursprünglich in der Vituskapelle. Auf Betreiben des Bischofs von Eichstätt, Franz Leopold von Leonrod (1827–1905), wurde der Altar 1868 in die bischöfliche Hauskapelle in Eichstätt überführt. Der Altar besteht aus Schnitzfiguren, Reliefs und Tafelbildern, die Szenen aus dem Leben des Kirchenpatrons wiedergeben.

## Ausstattung
- Der viersäulige Hochaltar wurde in den 1760er Jahren im Stil des späten Rokoko geschaffen. Das Altargemälde ist mit der Jahreszahl 1766 bezeichnet und trägt die Signatur von Christian Dominikus Erhardt. Es stellt das Martyrium des heiligen Vitus dar, der in einem Kessel mit siedendem Öl gefoltert wird. Das Auszugsbild zeigt die Krönung Mariens und wird vom Wappen des Fürstbischofs Raymund Anton von Strasoldo bekrönt.
- Die beiden Seitenaltäre entstanden 1787, vermutlich in derselben Werkstatt wie der Hochaltar. Im Zentrum des östlichen Altars steht eine Figur des heiligen Sebastian aus der Entstehungszeit des Altars. Die Mondsichelmadonna mit Kind in der Mittelnische des westlichen Altars ist eine spätgotische Figur aus der Zeit um 1500. Die Auszugsbilder stellen am Sebastiansaltar den heiligen Josef mit dem Jesuskind und am Marienaltar die Unterweisung Mariens durch die heilige Anna dar.
- Die Kanzel wurde 1761, ebenfalls im Stil des späten Rokoko, geschaffen. Der Kanzelkorb ist am unteren Rand mit Putten besetzt, auf dem Schalldeckel steht eine Figur des Apostels Paulus.
- An der Westwand des Langhauses ist ein etwas verwittertes Sandsteinrelief aus der Mitte des 15. Jahrhunderts angebracht, das sich ursprünglich an der Außenwand der Kirche befand. Auf dem Relief ist die Anbetung der Heiligen Drei Könige unter Dreipassbögen dargestellt.
- An den Langhauswänden stehen sich die beiden Schutzpatrone der Diözese Eichstätt, der heilige Willibald und die heilige Walburga, gegenüber. Die beiden Figuren aus der zweiten Hälfte des 18. Jahrhunderts standen ursprünglich in den Nischen an der Außenwand der Südfassade. Beide Figuren halten einen Abtsstab und ein Buch in Händen, auf dem Buch der heiligen Walburga ist ihr Attribut, ein Gefäß mit dem Walburgisöl, zu erkennen.
- Die gemalten Kreuzwegstationen werden nach 1760 datiert und Christian Erhardt zugeschrieben.
- Das Taufbecken unter der Empore stammt aus dem 15. Jahrhundert. Die Schale ist mit gotischem Blendmaßwerk verziert. Die Figur Johannes des Täufers auf dem Deckel stammt aus barocker Zeit.

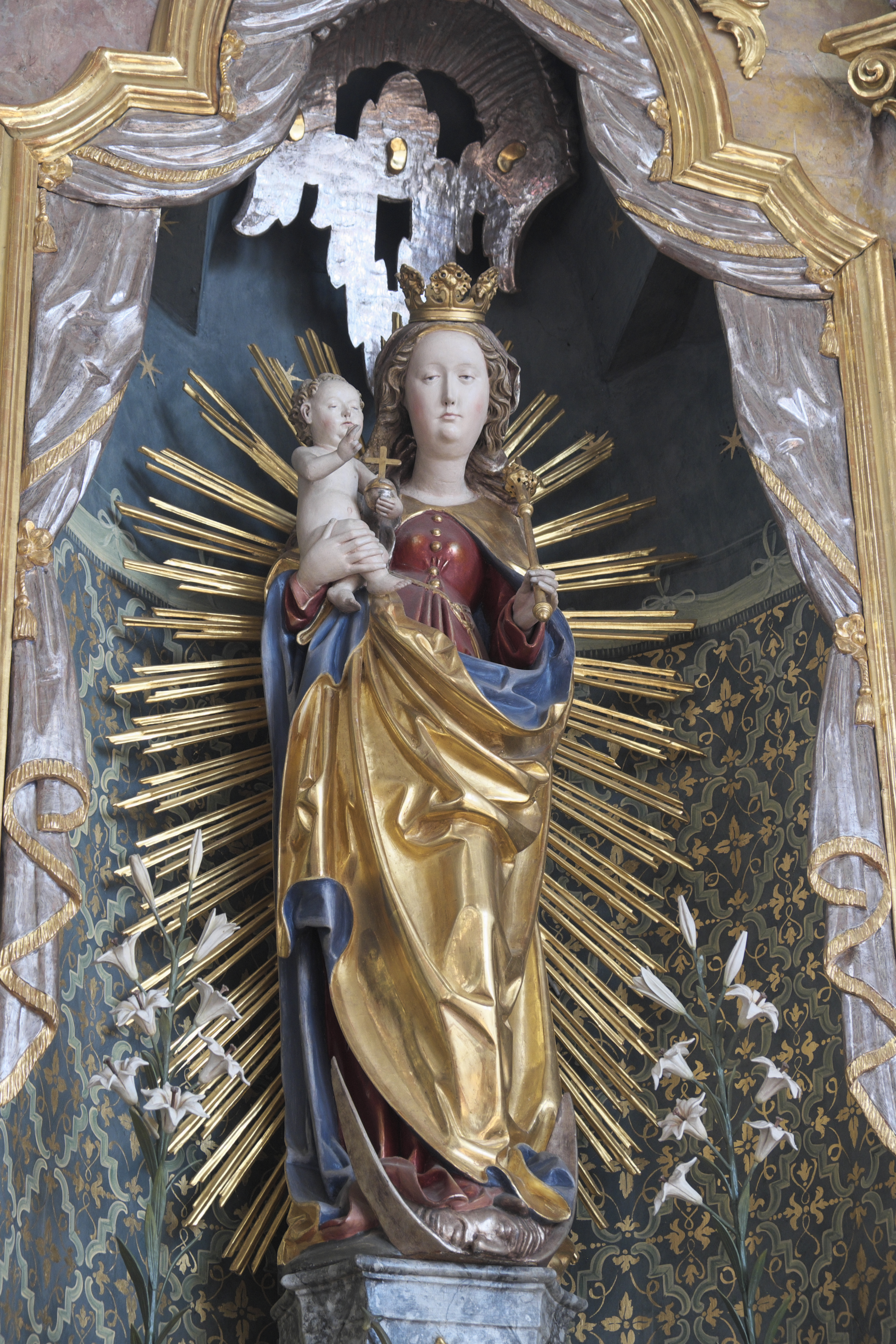
Mondsichelmadonna am linken Seitenaltar, um 1500
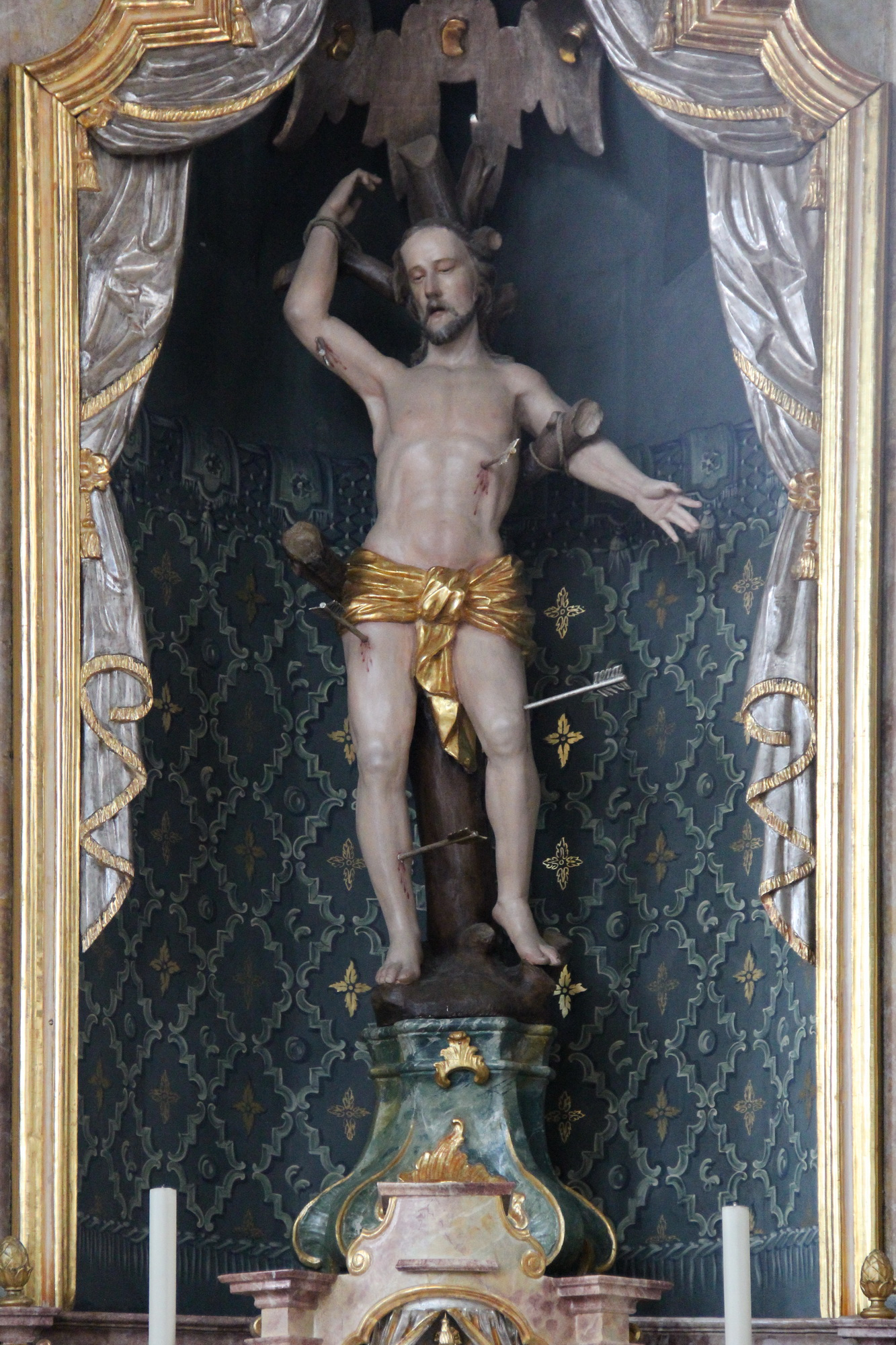
Heiliger Sebastian am rechten Seitenaltar
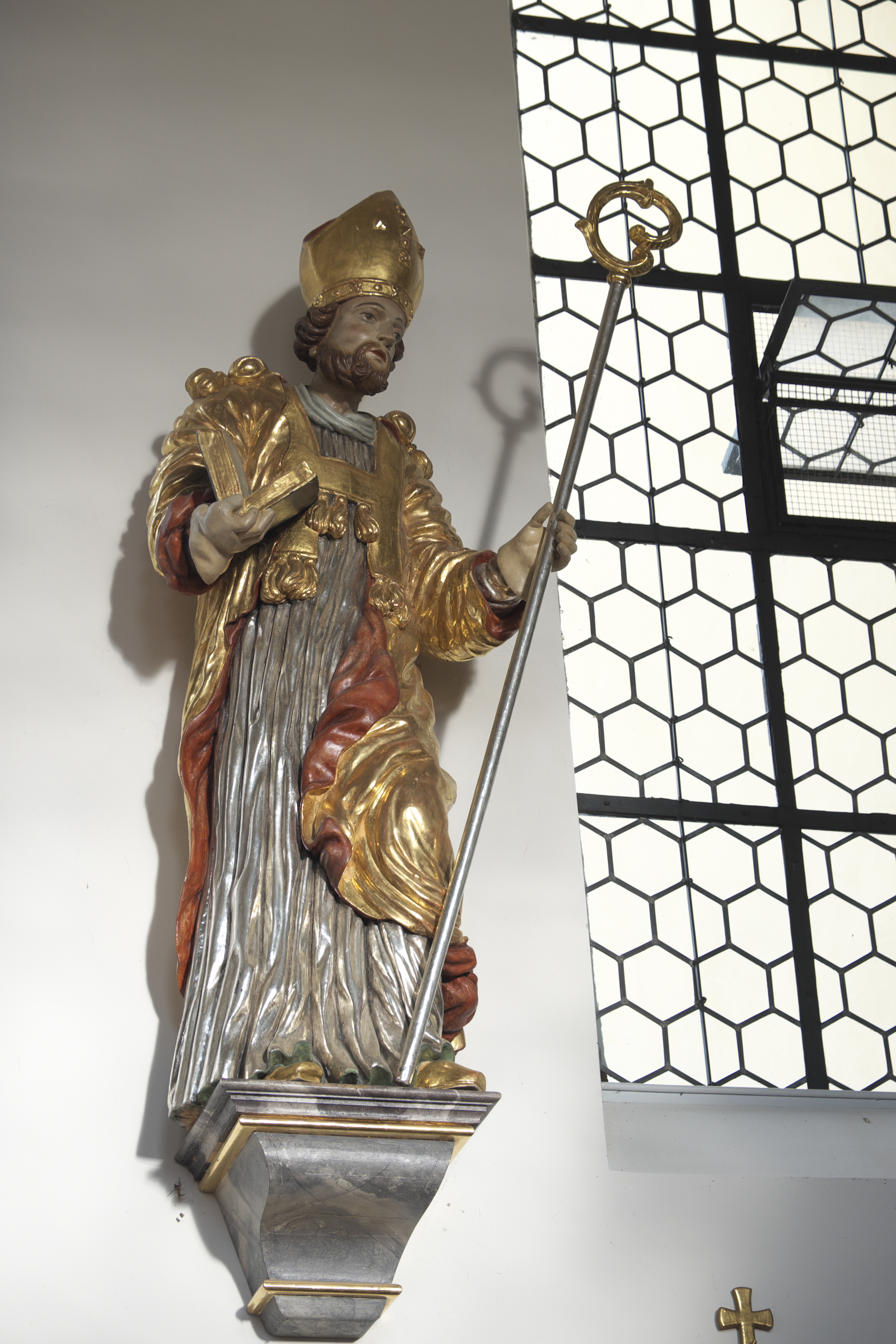
Heiliger Willibald
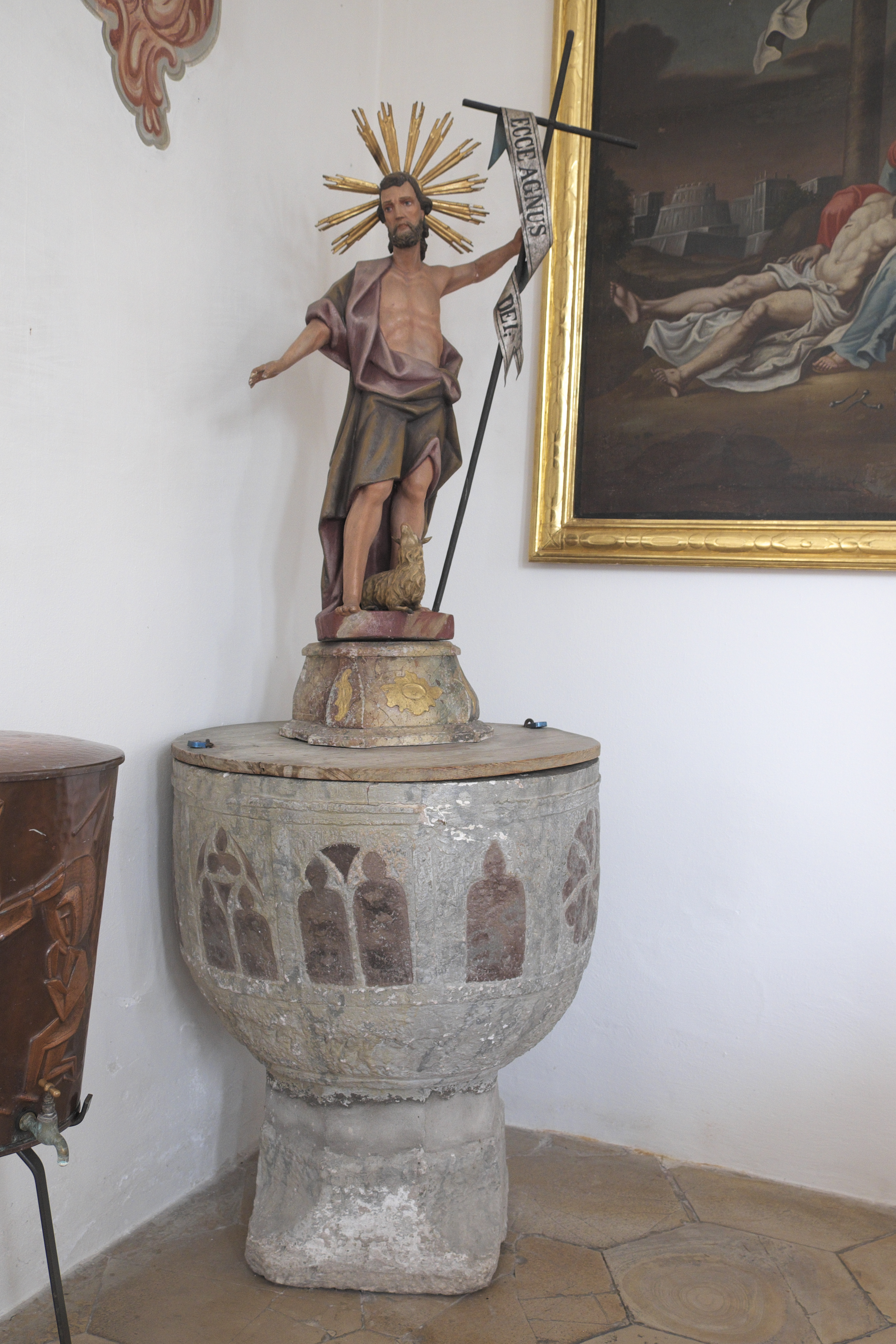
Taufstein aus dem 15. Jahrhundert

## Orgel

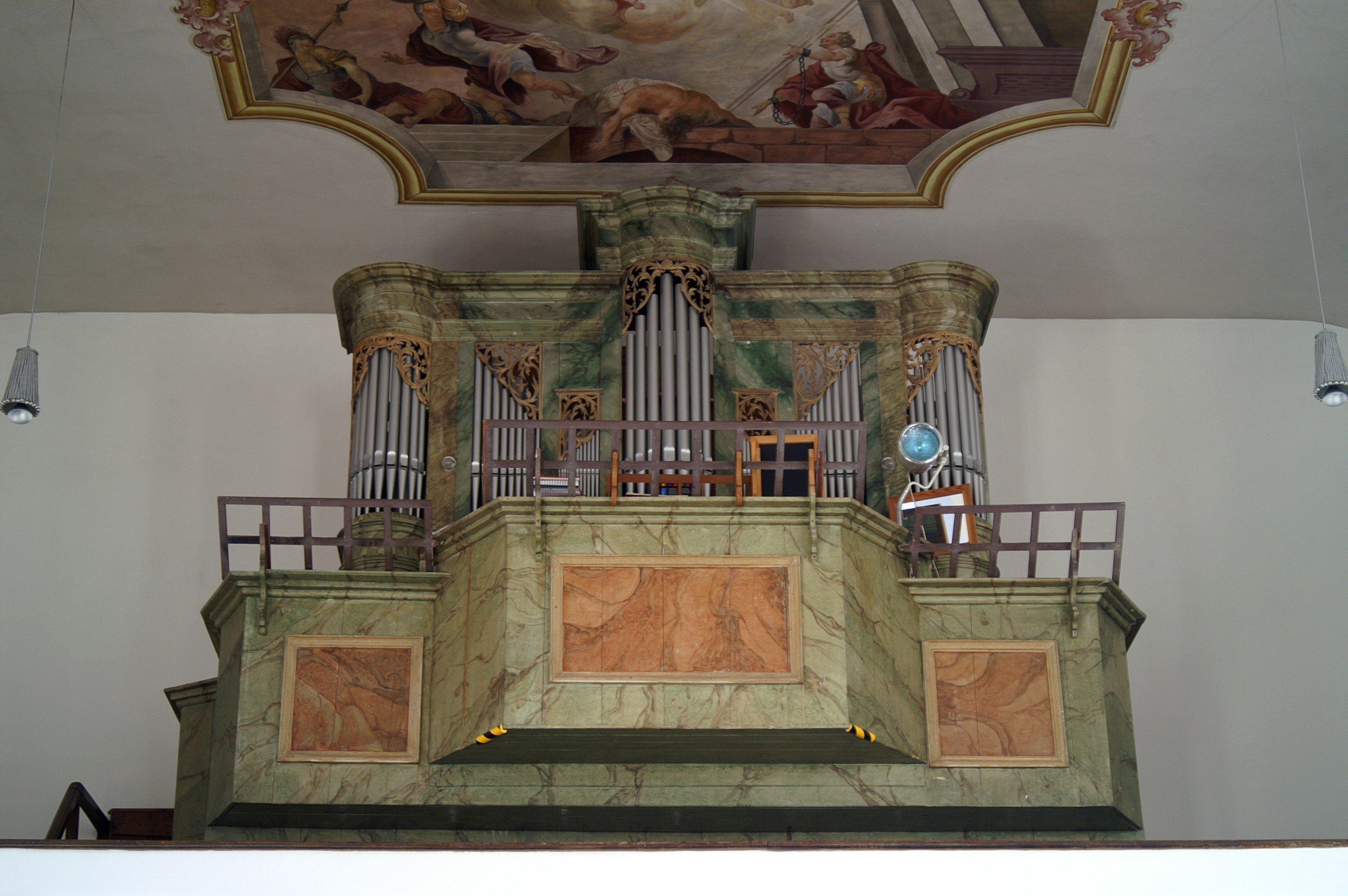
Bittner-Orgel

Der Orgelprospekt ist noch aus der Bauzeit der Kirche erhalten und wurde um 1780 geschaffen. Das heutige Orgelwerk wurde 1938 als Opus 215 von der Orgelbaufirma Bittner in Eichstätt geschaffen. Das Instrument verfügt über 14 Register auf zwei Manualen und Pedal. Es hat folgende Disposition:
| I Hauptwerk C–g3 |       |
| Prinzipal        | 8′    |
| Viola da Gamba   | 8′    |
| Gedackt          | 8'    |
| Trichterflöte    | 4'    |
| Rauschpfeife II  | 2 ⁄3′ |

| II Oberwerk C–g3 |     |
| Geigenprinzipal  | 8′  |
| Gemshorn         | 8'  |
| Salizional       | 8 ' |
| Oktav            | 4′  |
| Blockflöte       | 2'  |
| Scharfzimbel IV  | 1'  |

| Pedal C–d1 |     |
| Subbass    | 16′ |
| Zartbass   | 16' |
| Violonbass | 8′  |

- Koppeln: II/I, II/I Sub, I/P, II/P
- Spielhilfen: 1 freie Kombination, 1 Pedalkombination, Crescendotritt, Schwellwerk

## Geläut
Das Geläut besteht aus vier Glocken. Zwei kleine Glocken stammen aus der Zeit um 1500 und wurden in einer Nürnberger Werkstatt angefertigt. Sie sind mit einem Spitzbogenfries verziert und weisen eine Umschrift in gotischer Minuskel auf. Eine Glocke wurde im Jahr 1688, laut Inschrift von Urs Laubscher in Ingolstadt, gegossen. Eine weitere Glocke entstand im Jahr 1706 in der Werkstatt von Wolfgang Wilhelm Schelchshorn in Eichstätt.